# ريك هانسن (سياسي)
ريك هانسن (بالإنجليزية: Rick Hansen)‏ هو سياسي أمريكي، ولد في 1 مارس 1963 في ألبرت ليا في الولايات المتحدة. حزبياً، نشط في حزب العمال المزارعين الديمقراطيين في مينيسوتا والحزب الديمقراطي. وقد انتخب عضو مجلس نواب مينيسوتا.